# بابی براون (بازیکن فوتبال، زاده ۱۹۵۳)
بابی براون (انگلیسی: Bobby Brown؛ زادهٔ ۲۴ نوامبر ۱۹۵۳) بازیکن فوتبال اهل بریتانیا است.
از باشگاه‌هایی که در آن بازی کرده‌است می‌توان به باشگاه فوتبال شفیلد ونزدی، باشگاه فوتبال چلسی، باشگاه فوتبال کان، و باشگاه فوتبال بوستون یونایتد اشاره کرد.